# Hanna Christaller
Hanna Christaller, verh. Köbele (* 4. Juli 1872 in Schorndorf; † 1955 ebenda) war eine deutsche Autorin der Kolonialliteratur.

## Leben

### Herkunft
Hanna Christaller war die Tochter des Missionars und Sprachforschers Johann Gottlieb Christaller (1827–1895) und Emilie, geb. Ziegler (* 1829), welche 1866 in Kyebi (Ghana) starb. Ihre Brüder waren Erdmann Gottreich Christaller, Paul Gottfried Christaller und Theodor Christaller (1863–1896), der erste „Reichsschullehrer“ in Kamerun.

### Werdegang
Hanna Christaller heiratete 1895 den Reichslehrer Karl Köbele (* 1868) und begleitete ihn nach Togo. Köbele war bereits ab 1891 in Togo gewesen und starb dort 1896. Nach dem Tod ihres Mannes kehrte sie nach Schorndorf zurück und unternahm verschiedene Reisen im In- und Ausland. Ihr erstes Buch veröffentlichte sie unter dem Pseudonym Kisi Tala. Ab 1905 lebte sie in Göppingen.

## Publikationen
- als Kisi Tala: Alfreds Frauen. Erzählung aus dem deutschen Kolonialgebiet (Deutsch-Westafrika), Göppingen: Ollig & Müller, 1902.
- Alfreds Frauen. Novelle aus den deutschen Kolonien, 1902, 3. Aufl. Stuttgart: Franckh, 1905.
- Leibeigen. Kolonialnovelle, Leipzig; Wien: Bibliograph. Inst., 1908. (Meyers Volksbücher; 1501/1502)
- Alfreds Frauen. Roman, Leipzig: Vogel u. Vogel, 1916. (Lipsiabücher; Bd. 13)